# Antonín Belada
Antonín Belada (26. února 1881 Křivsoudov – 20. dubna 1936 Praha-Podolí) byl český architekt, stavitel a podnikatel. Za svou kariéru vypracoval se svou firmou celou řadu staveb na území Čech, především pak v Praze. Spolupracoval se svým bratrem, stavitelem Bohumilem Beladou.

## Život

### Mládí a praxe
Narodil se v městečku Křivsoudov nedaleko Vlašimi do rodiny pekaře. Navštěvoval obecnou a měšťanskou školu v Dolních Kralovicích a ve Vlašimi, poté studoval stavitelství na Vyšší průmyslové škole v Praze, kde odmaturoval roku 1900. Poté byl zaměstnán v architektonické kanceláři Osvalda Polívky a v kanceláři arch. Viktora Beneše. Další praktické stavitelské zkušenosti získal u firmy Ivan J. Zlatin v bulharské Sofii, kde se mj. podílel na stavbě železnice Belovo–Kjustendil. Po návratu do Čech se mj. zabýval řešením průkopu Letenského masivu a projektem stavby zdejšího tunelu. Roku 1910 složil stavitelskou zkoušku, od roku 1912 pak samostatně podnikal pod vlastní firmou budující obytné domy. V letech první světové války byl mobilizován do řad císařské rakousko-uherské armády.
Po válce získal inženýrský titul a pokračoval v podnikatelské činnosti. Firma ve 20. letech 20. století a 30. letech 20. století realizovala především stavby obytných budov, areály škol či nemocnic. Rovněž provedla v letech 1925–1927 výstavbu rodinné letní vily Antonína Belady na okraji Plané nad Lužnicí v jižních Čechách podle Beladova vlastního návrhu. Opakovaně spolupracoval se společností Ing. Bohumil Belada a spol. vlastněné jeho bratry Bohumilem a Karlem, která se mimo obytných budov specializovala na přípravu povrchu pro stavbu budov, kanalizační sítě či projekty vodárenských staveb.

### Úmrtí
Antonín Belada zemřel 20. dubna 1936 v Praze ve věku 55 let.

## Dílo (výběr)
- Sídlo Histologického a embryologického ústavu 1. LF UK, Albertov, Praha
- Sídlo Filozofické fakulty UK, náměstí J. Palacha, Praha-Staré Město
- Palác Valdek, náměstí Míru, Praha (1928–1930, spolu s B. Beladou)
- Vlastní vila, Ústrašická 12, Lhota-Samoty, Planá nad Lužnicí (1925–1927, vlastní návrh)
- Pavilony Nemocnice na Bulovce, Libeň, Praha
- Vojenský stadion na Strahově, Praha
- Dívčí rodinná škola, Podskalská, Praha
- Budovy polikliniky a ošetřovatelské školy, Karlovo náměstí, Praha (1936, spolupráce více firem)
- Učňovská škola, Praha-Žižkov
- Prosketury Vinohradské nemocnice, Praha-Vinohrady
- Škola Na Pražačce (pozdější gymnázium), Nad Ohradou, Praha-Žižkov
- Měšťanská škola, Praha-Nusle
- Ministerstvo obchodu a průmyslu ČSR, Nábřeží L. Svobody, Praha[8]

## Galerie

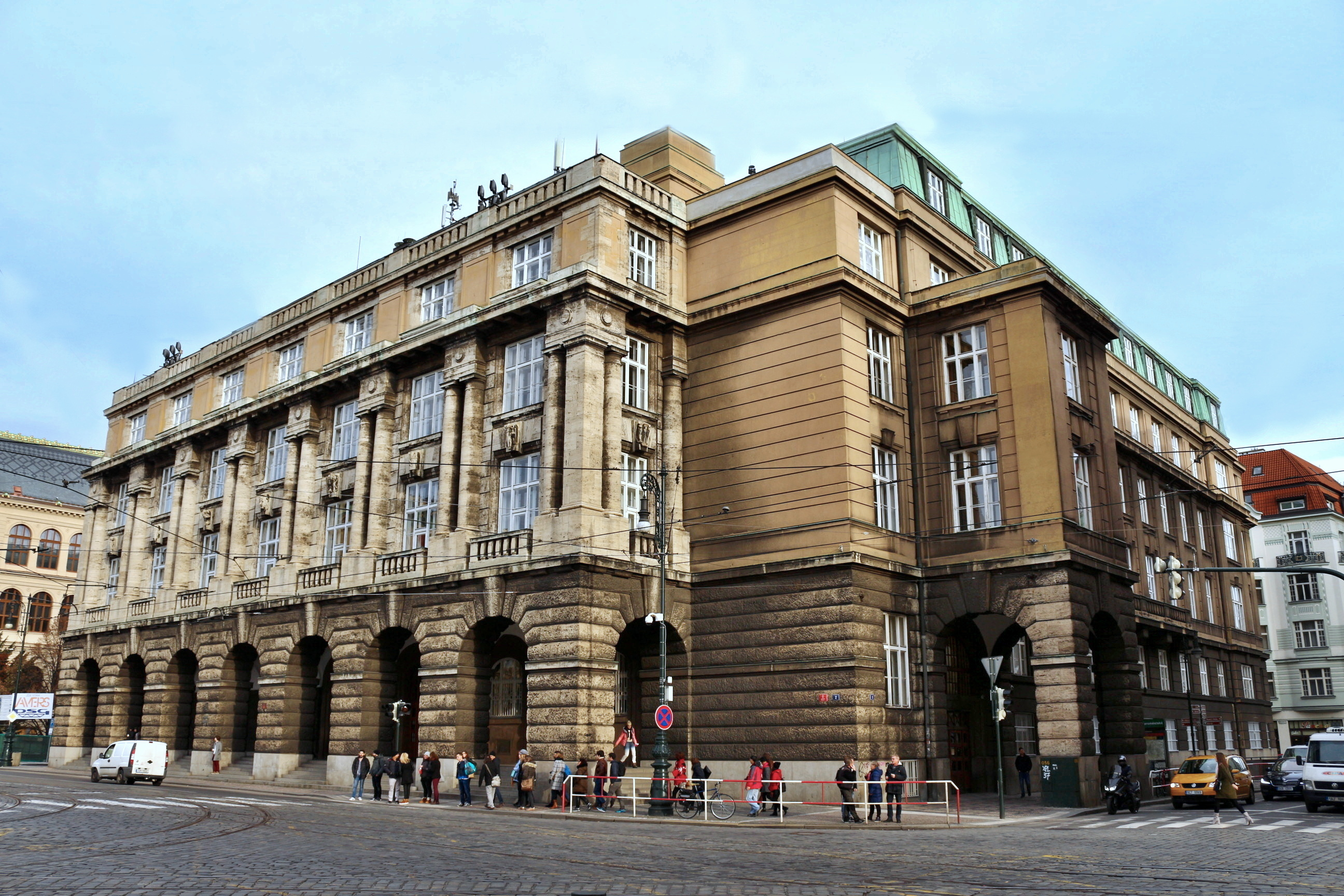
Sídlo Filosofické fakulty UK, náměstí J. Opletala, Praha-Staré Město
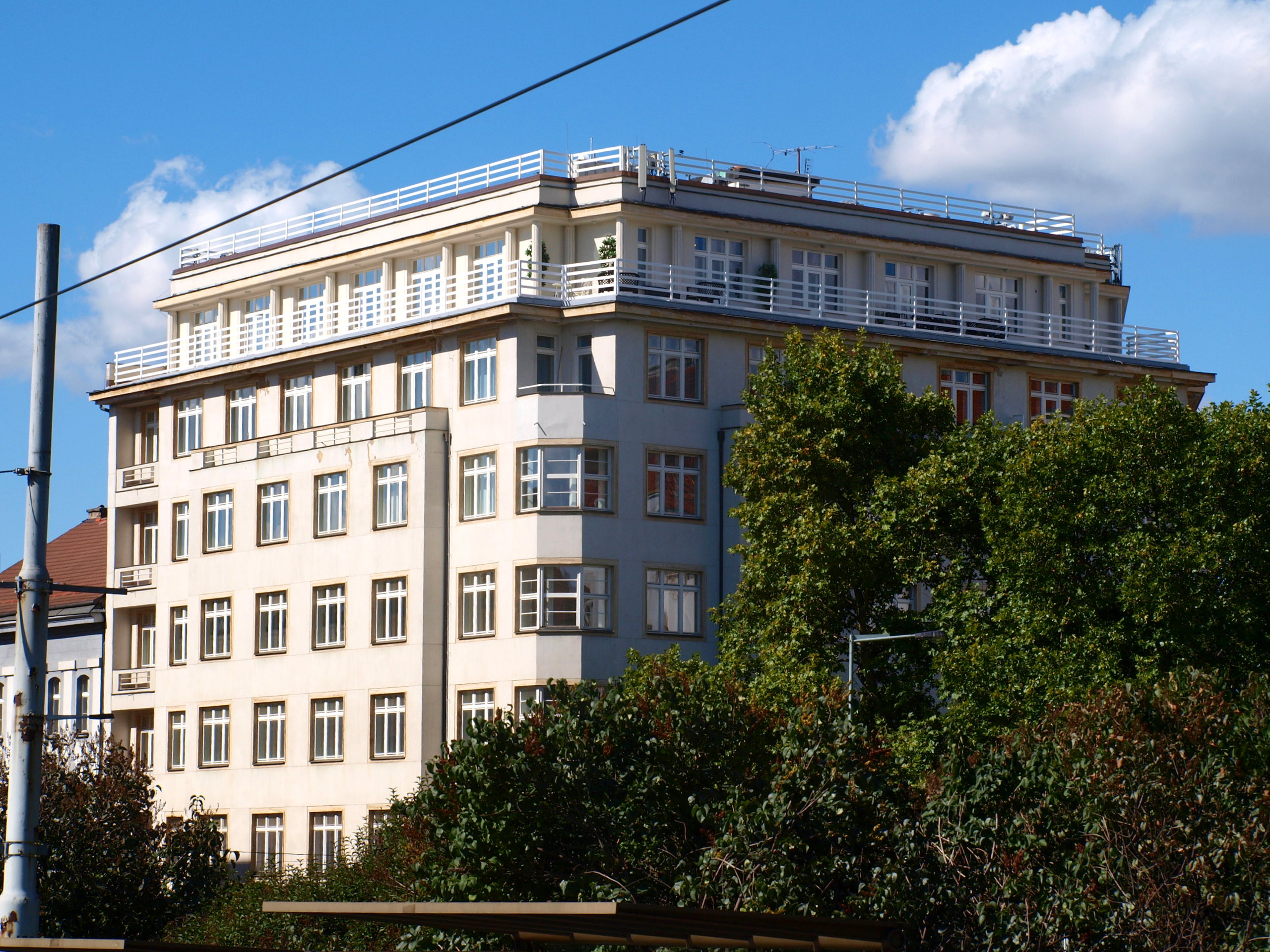
Palác Valdek, Praha
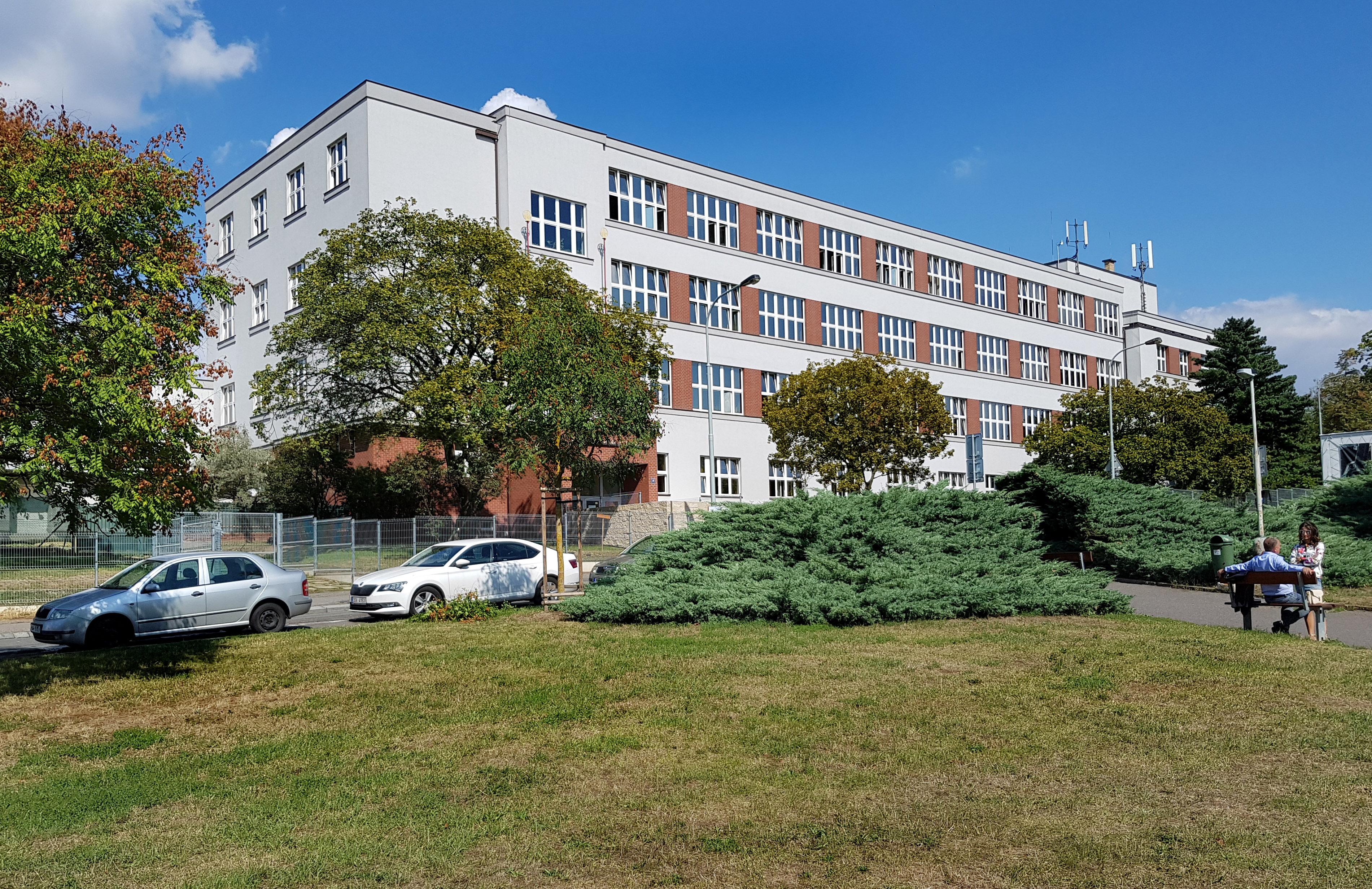
Škola Na Pražačce (pozdější gymnázium)
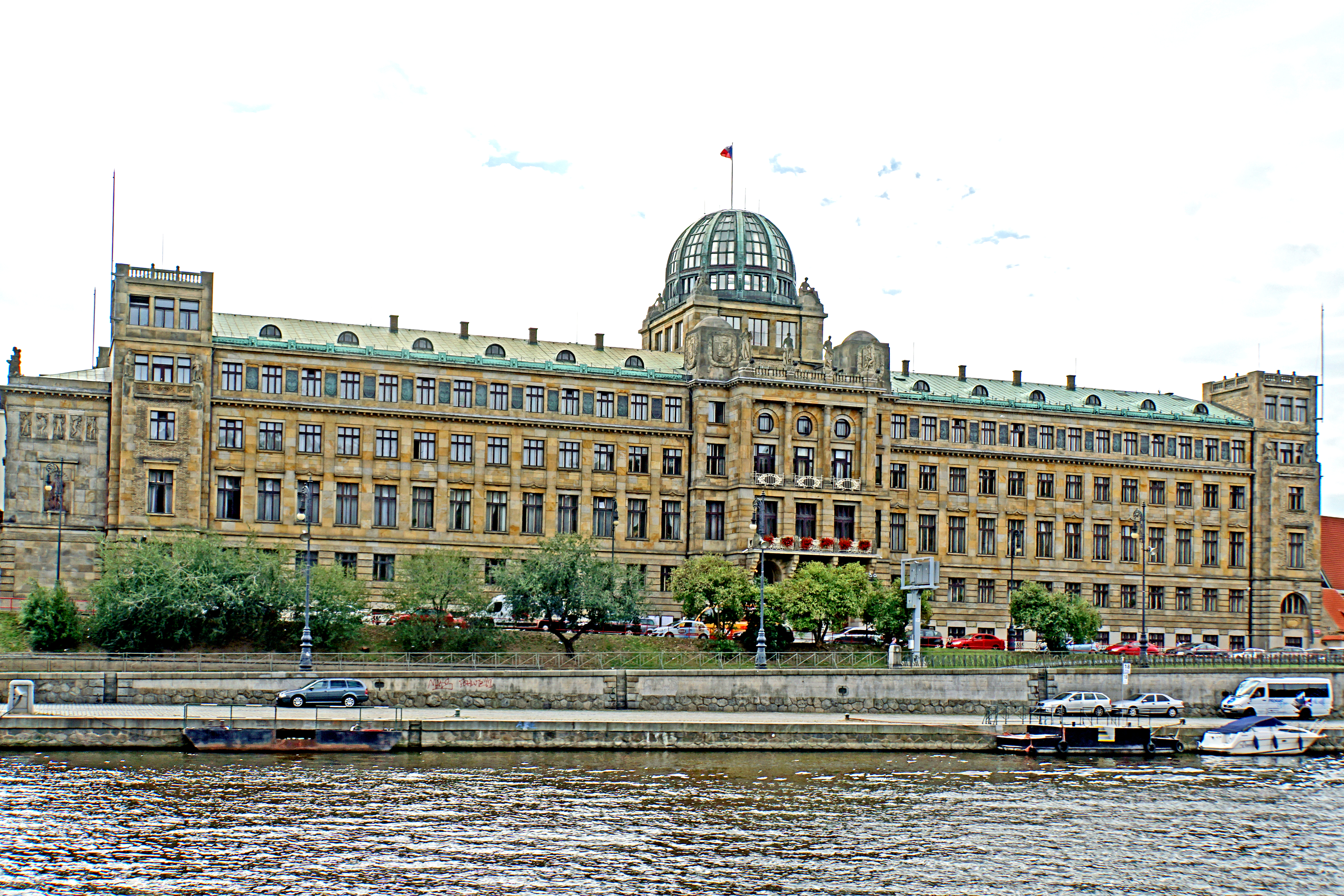
Ministerstvo obchodu a průmyslu ČSR, Praha